# Скатікок (містечко, Нью-Йорк)
Скатікок (англ. Schaghticoke) — місто (англ. town) в США, в окрузі Ренсселер штату Нью-Йорк. Населення — 7445 осіб (2020).

## Демографія
Згідно з переписом 2010 року, у місті мешкало 7679 осіб у 2897 домогосподарствах у складі 2137 родин. Було 3040 помешкань
Расовий склад населення:
| - 96,4 % — білих - 1,7 % — чорних або афроамериканців - 0,6 % — азіатів - 0,2 % — корінних американців - 0,1 % — вихідців з тихоокеанських островів |

До двох чи більше рас належало 1,0 %. Частка іспаномовних становила 1,0 % від усіх жителів.
За віковим діапазоном населення розподілялося таким чином: 21,8 % — особи молодші 18 років, 63,0 % — особи у віці 18—64 років, 15,2 % — особи у віці 65 років та старші. Медіана віку мешканця становила 43,4 року. На 100 осіб жіночої статі у місті припадало 98,8 чоловіків;  на 100 жінок у віці від 18 років та старших — 96,5 чоловіків також старших 18 років.
Середній дохід на одне домашнє господарство  становив 84 077 доларів США (медіана — 69 923), а середній дохід на одну сім'ю — 97 542 долари (медіана — 85 000). Медіана доходів становила 54 349 доларів для чоловіків та 47 104 долари для жінок. За межею бідності перебувало 11,7 % осіб, у тому числі 21,4 % дітей у віці до 18 років та 5,7 % осіб у віці 65 років та старших.
Цивільне працевлаштоване населення становило 3701 особа. Основні галузі зайнятості: освіта, охорона здоров'я та соціальна допомога — 21,7 %, будівництво — 12,1 %, виробництво — 10,3 %, роздрібна торгівля — 9,5 %.